# Copcă
Informații suplimentare: Copcă (dezambiguizare)

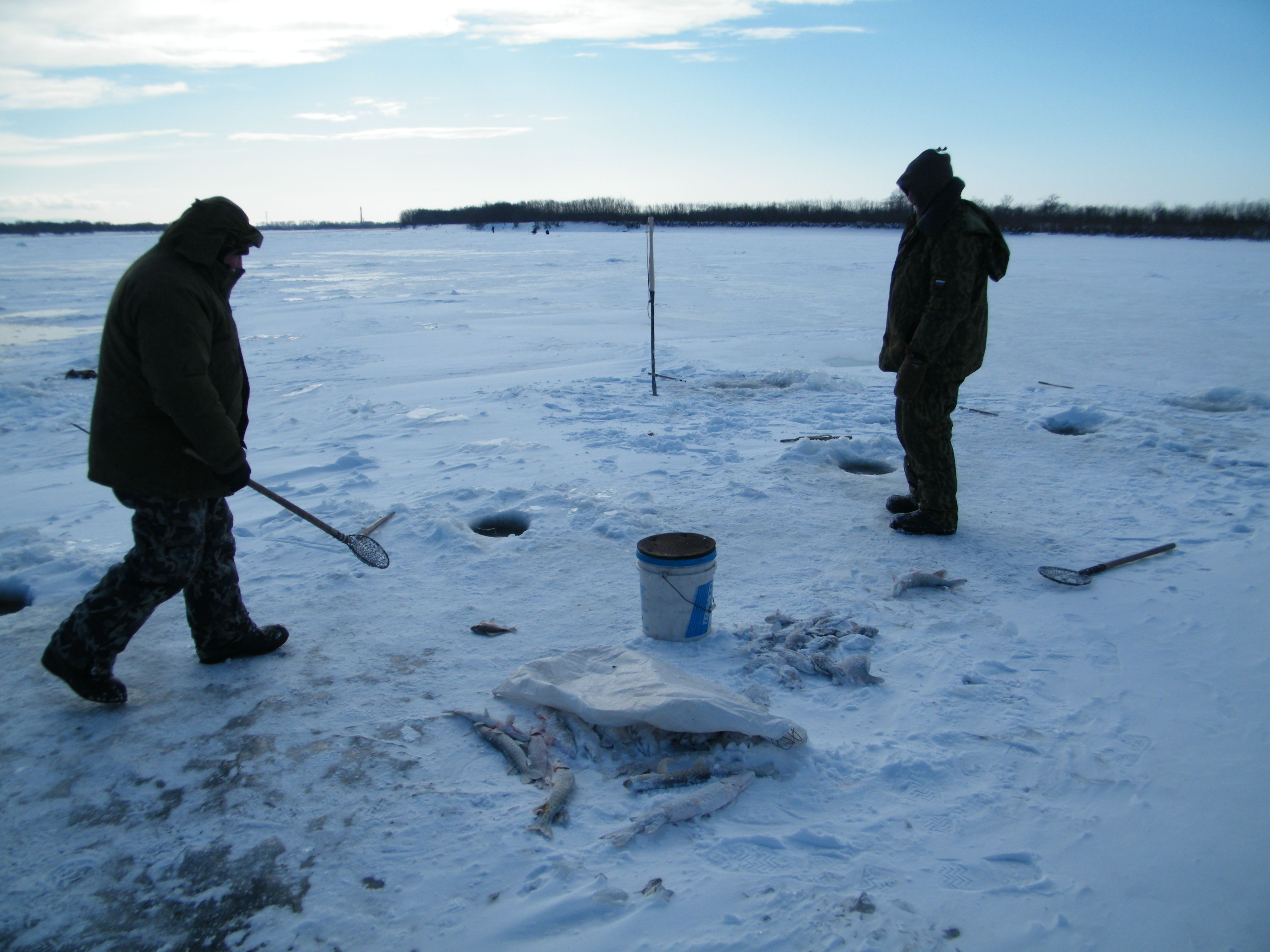
Pescuitul la copcă pe râul Tunguska (Rusia)

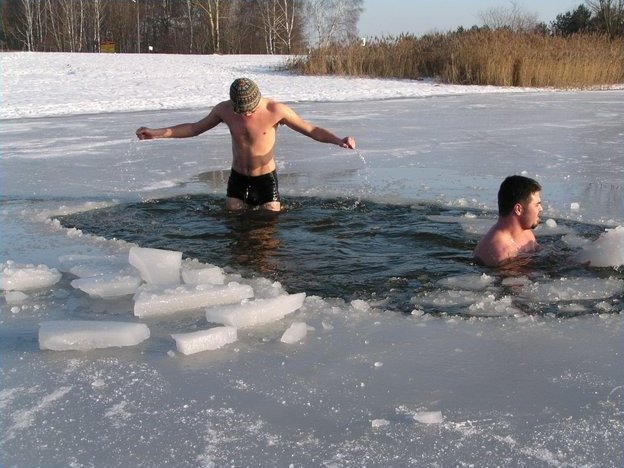
Înotul de iarnă într-o copcă

Copca este o gaură făcută în gheața care acoperă un bazin acvatic (râu, lac, bălți etc.) pentru a practica pescuitul sub gheață sau pentru a scoate apă, uneori pentru înotul de iarnă. Copcile (numite și ochiuri în gheață) se mai fac pentru a se permite pătrunderea aerului în apă (aerisirea apei) ca mijloc de luptă împotriva asfixierii de iarnă a peștilor sub gheață.
Copcile pentru pescuit sau pentru aerisirea apei se fac cu o rangă, tăind o copcă dreptunghiulară de 2-10 m, așezată în direcția vântului. Pentru pescuit se mai fac copci aproximativ rotunde cu un diametrul de 30 cm. Blocul de gheață tăiat trebuie să fie așezat la margine și să fie bine vizibil pentru ca oamenii care circulă pe gheață să nu cadă în copcă. De obicei se fac 1-2 copci la 0,50 ha. În Delta Dunării frecvent se practică iarna pescuitul la copcă.
Samii folosesc frecvent această tehnică la vânarea focilor care ies la suprafața apei pentru a respira.